# David Kershenobich Stalnikowitz
David Kershenobich Stalnikowitz (Ciudad de México, 20 de noviembre de 1942) es un médico mexicano. Es el secretario de Salud de México desde el 1 de octubre de 2024 durante el gobierno de la presidenta Claudia Sheinbaum.

## Biografía
Nació el 20 de noviembre de 1942 siendo hijo de Jacobo Kershenobich y Flora Stalnikowitz, ambos de origen polaco. Aunque nacido en la Ciudad de México, se mudó muy joven a la ciudad de Tampico, Tamaulipas, donde cursó la educación básica y media superior.
Es médico por la Facultad de Medicina en la Universidad Nacional Autónoma de México (UNAM) con especialización en medicina interna y gastroenterología por el Instituto Nacional de Ciencias Médicas y Nutrición Salvador Zubirán y en hepatología por el Royal Free Hospital de Londres. Es doctor en Medicina por la Universidad de Londres.
Fue jefe del Departamento de Gastroenterología del Instituto Nacional de Ciencias Médicas y Nutrición Salvador Zubirán y presidente de la Fundación Mexicana para la Salud Hepática. Es miembro titular de la Academia Nacional de Medicina. Es director de investigación del Hospital General de México, a partir del 2009.[cita requerida]
Ha sido profesor de la Facultad de Medicina de la UNAM, de niveles maestría y doctorado, es investigador desde 1975 y tiene cerca de 500 publicaciones de investigación avanzada, de las cuales 132 son artículos originales publicados en revistas tales como The New England Journal of Medicine, Journal of Clinical Investigation y Gastroenterology and Hepatology. Ha escrito 54 capítulos de libros. Ha sido editor y miembro del consejo editorial de múltiples revistas nacionales y extranjeras.
Es expresidente de la Asociación Nacional de Medicina Interna, de la Asociación Mexicana de Gastroenterología, de la Asociación Mexicana de Hepatología y de la Internacional Association for the Study of the Liver. Ha recibido, entre otros reconocimientos, el Premio Universitario de Investigación Clínica, el premio «Doctor Donato Alarcón Segovia» de la Facultad de Medicina de la UNAM, el Premio de Investigación «Miguel Otero Arce» y la condecoración Eduardo Liceaga del Consejo de Salubridad General.
Fue miembro de la Junta de Gobierno de la Universidad Nacional Autónoma de México de 2005 a 2013. 
El 15 de junio de 2012 fue nombrado director general del Instituto Nacional de Ciencias Médicas y Nutrición Salvador Zubirán y reelecto para un segundo periodo hasta 2022.
Recibió la Medalla al Mérito en Ciencias, otorgada por la Asamblea Legislativa de la Ciudad de México (ALDF) el 26 de abril de 2016.El 27 de junio de 2024, fue anunciado por la presidenta electa Claudia Sheinbaum como secretario de Salud de México.
El doctor Kershenobich también es suegro de David Korenfeld, ex director general de la CONAGUA durante el sexenio de Enrique Peña Nieto.